# Pythonbrug
Il Pythonbrug (in italiano Ponte Pitone), e ufficialmente conosciuto come Hoge Brug, è un ponte pedonale che attraversa il canale tra Sporenburg e Borneo-eiland nei Eastern Docklands di Amsterdam.
Il ponte, che ricorda la forma di un pitone, ha un colore rosso brillante, è lungo 90 metri ed è stato progettato da Adriaan Geuze dello studio di architettura West 8. Il Pythonbrug è stato costruito nel 2001 e ha vinto l'International Footbridge Award nel 2002.
Il ponte è molto simile al Lage Brug che si trova nelle vicinanze, senza però essere così elevato, cosa che consente ai ciclisti di attraversarlo.